# Порхун, Александр Владимирович
Александр Владимирович Порхун (укр. Олекса́ндр Володи́мирович Порхун; род. 21 января 1987, Киев) — майор Вооружённых сил Украины, командир 13-го отдельного аэромобильного батальона 95-й отдельной аэромобильной бригады. Герой Украины (2015). С 9 февраля по 5 сентября 2024 года и. о. министра по делам ветеранов Украины.
Первый заместитель Министра по делам ветеранов Украины.

## Биография

### Вооружённый конфликт на востоке Украины
Принимал участие в войне на востоке Украины. 29 июля 2014 года штурмовая группа под руководством Александра Порхуна взяла под контроль и удерживала Саур-могилу, что в дальнейшем положительно повлияло на ход операции с наименьшими потерями среди личного состава и техники. В ходе операции Александр Порхун получил контузию III степени, но продолжал выполнять поставленные задачи.
Во время войны продолжил учёбу, в июне 2017 окончил Национальный университет обороны Украины, получил диплом магистра.

## Награды
- Звание Герой Украины с вручением ордена «Золотая Звезда» (23 марта 2015) — «за исключительную личное мужество и героизм, проявленные в защите государственного суверенитета и территориальной целостности Украины, самоотверженное служение украинскому народу»[4].